# Gilbert Percy Whitley
Gilbert Percy Whitley (* 9. Juni 1903 in Swaythling bei Southampton in England; † 18. Juli 1975 in Sydney, Australien) war ein Pionier unter Australiens Meeresbiologen und arbeitete fast 40 Jahre als Kurator für Ichthyologie am Australian Museum in Sydney.

## Leben und Wirken
Mit seinen Eltern und zwei Schwestern emigrierte Whitley 1921 nach Sydney. Dort arbeitete er am Australian Museum u. a. mit Allan Riverstone McCulloch und studierte am Sydney Technical College und an der University of Sydney Zoologie. Nach dem Tod von McCulloch im Oktober 1925 trat er in dessen Fußstapfen und nahm die Stelle des Ichthyologen und später des Kurators für Ichthyologie ein.
1923 publizierte er seinen ersten wissenschaftlichen Artikel The Praying Mantis. Insgesamt schrieb er im Laufe seines Lebens über 550 Aufsätze und fünf Bücher überwiegend über die Fische Australiens, Neuseelands, Neuguineas und des Südpazifik. Er beschrieb über 320 neue Gattungen und Arten von Fischen und untersuchte viele Aspekte der Australischen Meeres- und Süßwasserfische einschließlich Ökologie, Fischerei und Taxonomie.
Während seiner Zeit als Kurator führte er – üblicherweise auf eigene Kosten – Sammelreisen mit seinen Freunden Tom Iredale und Anthony Musgrave durch. Auch dadurch verdoppelte sich die Zahl der registrierten und identifizierten Arten in der Museumssammlung auf etwa 37.000.
Whitley war Mitglied und Präsident der Royal Zoological Society und mehrerer anderer Organisationen in New South Wales.
Er ging 1964 in den Ruhestand, fuhr aber mit seinen wissenschaftlichen Arbeiten fort. Dennoch war er auch anderweitig interessiert: er spielte Piano, ging oft in Konzerte, ins Theater oder in Kunstausstellungen.
1979 stiftete die Royal Zoological Society of New South Wales Whitley zu Ehren den Whitley Award, mit dem jedes Jahr herausragende australische Kinderbücher oder Sachbücher aus dem Bereichen Zoologie oder Biologie ausgezeichnet werden.

## Werke
- mit G. R. Allen, D. F. Hoese, J. E. Randall, B. C. Russell und F. H. Talbot: Annotated checklist of the fishes of Lord Howe Island. In: Rec. Aust. Mus. 30, 1976, S. 365–454.
- mit C. H. Smith: Some Biogeographers, Evolutionists and Ecologists: Chrono-Biographical Sketches. England-Australia 1903–1975
- Australian shark tragedies. In: The Victorian Naturalist. 14, 1935, S. 195–206.
- Shark attacks in Western Australia. In: Western Australian Naturalist. 2, 1951.
- Flatheads. In: Australian Museum Magazine. 10, 1952, S. 244–248.
- The first hundred years. In: Australian Natural History. 14, 1962, S. 111–115.
- A Survey of Australian Ichthyology. In: Proceedings of the Linnean Society of New South Wales. 89, 1964.
- Proceedings of the Linnean Society of New South Wales. 101(23), 1977, S. 256–260.